# James Marsh (Philosoph)
James Marsh (* 19. Juli 1794 in Hartford (Vermont); † 3. Juli 1842 in Colchester (Vermont)) war ein US-amerikanischer Philosoph, Kongregationalist und von 1826 bis 1833 Präsident der University of Vermont.

## Leben
James March ging auf das Dartmouth College, von dem er 1817 nach seinem Schulabschluss zur Universität Dartmouth wechselte, in die das College aufgegangen war. Er beendete seine Studienzeit 1822 am Andover Theological Seminary, einer Theologielehrstätte. In dieser Zeit lehrte er von 1818 bis 1820 in Dartmouth und studierte einige Zeit in Cambridge. Im Oktober 1824 wurde er als Kongregationalist nach Hanover, New Hampshire gerufen. Danach arbeitete er bis 1826 als Professor für Sprachen und biblische Texte am Hampden-Sydney College in Virginia.
Sein philosophisches Denken fußte auf den Ideen von Samuel Taylor Coleridge. Als Präsident der University of Vermont führte Marsh ein grundlegendes Studienprogramm ein, nach dem alle älteren Studenten einen Kurs besuchen sollen, der ihnen half, sich ein grundlegendes Wissens- und Meinungsbild aufzubauen. Er legte sein Amt als Präsident nieder, um bis an sein Lebensende als Professor für Moral und intellektuelle Anschauung zu arbeiten.
Marsh war ein Neffe des Vermonter Richters Charles Marsh.